# Eno (album)
Eno – album studyjny zespołu Varius Manx wydany w 2002 roku.
Płyta została nagrana w łódzkim studiu „Komórka” i zmiksowana w studiu S4. Tytuł płyty Eno jest tłumaczony z greki jako wino albo rozbudowując skrót – Energetyzujące, Nowoczesne, Oryginalne.

## Lista utworów
1. „Moje Eldorado”
2. „Ja, Amanda”
3. „Ma sens”
4. „Smak czerwonego wina”
5. „Znów być kochaną”
6. „Wylęknione oczy”
7. „Jest w nim”
8. „Czas, który masz”
9. „Sprawy nie ma”
10. „Eno”
11. „Smak białego wina”
12. „Nowy Jork i my”

### Edycja Specjalna
Płyta ENO ukazała się również w Edycji Specjalnej zawierającej drugą płytę z przebojami Varius Manx w wersji karaoke.
1. „Zamigotał świat”
2. „Piosenka księżycowa”
3. „Ruchome piaski”
4. „Orła cień”
5. „Jestem twoją Afryką”
6. „Jestem tobą”
7. „Maj”
8. „Ja, Amanda”
9. „Jest w nim”
10. „Moje Eldorado”
11. „Sprawy nie ma”
12. „Czas, który masz”
13. „Znów być kochaną”

## Twórcy
- Muzyka: Robert Janson (1,2,3,4,5,6,7,8,9,11,12), Robert Janson/Paweł Marciniak (10)
- Słowa: Andrzej Ignatowski (1,3,4,5,6,8,11), M. Kościkiewicz (2,7), M. Gaszyński (9), Jacek Cygan (12)

## Single
- „Moje Eldorado” (2002)
- „Jest w nim” (2002)
- „Znów być kochaną” (2003)